# Unadilla (Nebraska)
Unadilla è un villaggio (village) degli Stati Uniti d'America della contea di Otoe nello Stato del Nebraska. La popolazione era di 311 abitanti al censimento del 2010.

## Geografia fisica
Unadilla è situata a 40°41′01″N 96°16′18″W (40.683645, -96.271604).
Secondo lo United States Census Bureau, ha un'area totale di 0,31 mi² (0,80 km²).

## Storia
Unadilla fu pianificata nel 1871 quando la Missouri Pacific Railroad fu estesa a quel punto. Deve il suo nome all'omonima città nello Stato di New York, da dove proveniva il primo colono.

## Società

### Evoluzione demografica
Secondo il censimento del 2010, la popolazione era di 311 abitanti.

### Etnie e minoranze straniere
Secondo il censimento del 2010, la composizione etnica del villaggio era formata dal 96,1% di bianchi, lo 0,6% di afroamericani, l'1,0% di nativi americani, lo 0,0% di asiatici, lo 0,0% di oceanici, lo 0,6% di altre razze, e l'1,6% di due o più etnie. Ispanici o latinos di qualunque razza erano lo 0,6% della popolazione.